# Блаженная (фильм)
«Блаженная» — российско-украинский художественный фильм режиссёра Сергея Струсовского. Премьера в России состоялась 20 марта 2008 года. В широкий прокат фильм вышел 24 апреля 2008 года.

## Сюжет
Девочка по имени Александра теряет мать из-за отца-алкоголика и растёт под опекой бабушки. После окончания школы она летит в Москву к дедушке-магнату по фамилии Прохоров, мечтая стать художницей. В аэропорту её встречает Роман, телохранитель Прохорова.
На следующий день во время прогулки она встречает бомжа, просит у него разрешения нарисовать его и, получив положительный ответ, в благодарность кормит его. Её застают врасплох телохранители Прохорова и забирают её домой. Дедушка рвёт рисунок, запрещает ей рисовать и хочет отправить её учиться в налоговую академию, но горничная, Татьяна Ивановна, поддерживает Александру и обещает тайно помогать ей в творчестве.
На следующий день Александра отказывается поступать в ВУЗ, так как видит себя в будущем художником. Воспользовавшись запасным выходом, она проскальзывает мимо охраны дедушки и уходит.
Проходя мимо детского садика, она встречает грустного мальчика-мулата и утешает его. Потом идёт по площади, встречает собаку, решает её накормить, покупает три сосиски, но собака убегает. Александра с этими тремя сосисками идёт в кинотеатр. После сеанса по дороге домой на неё нападает случайный мужчина, успевает изнасиловать, бьёт её и оставляет без сознания. Её подбирают полицейские и везут в больницу. Прохоров узнаёт о случившемся, винит во всём себя, сходит с ума и сам оказывается в отделении.
В больнице Александра понравилась спасённому суициднику по имени Артём. Ночью, предварительно стащив ключи у санитаров, он выводит её на крышу, показывая вечерний город. Александра чуть не падает с крыши, но Артём ловит её, и она теряет сознание. Следующим утром, пока Александра рисует Артёма, он крадёт её паспорт. Позже начинается медосмотр, и заведующим отделения, где лежит Александра, оказывается тот самый человек, который накануне её изнасиловал. Ей вкалывают снотворное.
Тем временём Роман навещает Прохорова в психиатрической лечебнице и просит его подписать документ, пытаясь получить свою долю от закрытого предприятия, которым они владели десять лет, но Прохоров отказывается говорить. После этого Роман забирает Александру из больницы и пытается заключить с ней брак, но план проваливается, так как у неё от паспорта осталась одна обложка. На вопрос Романа, где её паспорт, девушка отвечает: «Я его подарила». Это приводит Романа в бешенство, и он называет Александру идиоткой. Её в слезах привозят домой, где её встречает горничная и советует ей встретиться с Прохоровым. Александра лично убеждается, что он лишился рассудка. После Прохоров умирает, и режиссёр показывает его в зрелом возрасте, в молодости, в детстве и младенчестве. Параллельно с гробом в автобусе, кроме Александры, едут люди, которым Прохоров сломал жизнь. Александра выходит на прощальную церемонию, а в открытом гробу видит младенца и хочет взять его на руки, но люди вокруг оттаскивают её, в истерике закрывая крышку, и Александра видит у гроба портрет Прохорова, понимая, каким был её предок. Тело магната кремируют.
Некоторое время спустя Александра рисует ребёнка в гробу, а на вопрос Романа, зачем она это нарисовала, та отвечает: «Люди какими беспомощными рождаются — такими же беспомощными и умирают». Роман решает избавиться от неё, находит врача, изнасиловавшего Александру, избивает его и приказывает во избежание проблем, когда он вернёт Александру в отделение, убить её, но горничная, случайно подслушав разговор Романа, решает спасти девушку. Она договаривается со своей родственницей в Твери и хочет отправить Александру к ней.
На выходе из квартиры её встречает Артём, сбежавший из больницы, отдаёт ей паспорт и провожает до вокзала, за кадром признавшись ей в любви. Александра приезжает в Тверь, рисует что-то, сидя на снегу, над ней издеваются играющие рядом дети, роняя картину, портят её и убегают.
Александра, осознав, что она ответила за пороки деда и является блаженной, уже не злится на них, рисует на снегу цветы и уходит вдаль.

## В главных ролях
| Актёр              | Роль                       |
| ------------------ | -------------------------- |
| Карина Разумовская | Александра                 |
| Даниил Страхов     | Роман                      |
| Вячеслав Жолобов   | Прохоров                   |
| Галина Яцкина      | Татьяна Ивановна горничная |
| Алексей Вертинский | бомж                       |
| Виктор Тереля      | врач-маньяк                |
| Ада Роговцева      | жена Прохорова             |

## Награды
В 2008 году фильм получил почётный приз Silver Remi Award на фестивале независимого кино в Хьюстоне.